# باز أوسبورن
باز أوسبورن (بالإنجليزية: Buzz Osborne)‏ هو موسيقي وكاتب أغاني ومغني وعازف قيثارة أمريكي، ولد في 25 مارس 1964 في مونتيسانو في الولايات المتحدة.

## وصلات خارجية
- باز أوسبورن على موقع ميوزك برينز (الإنجليزية)
- باز أوسبورن على موقع إن إن دي بي (الإنجليزية)
- باز أوسبورن على موقع أول ميوزيك (الإنجليزية)
- باز أوسبورن على موقع ديسكوغز (الإنجليزية)